# Thanh Thịnh, Thanh Chương
Thanh Thịnh là một xã thuộc huyện Thanh Chương, tỉnh Nghệ An, Việt Nam.
Xã Thanh Thịnh có diện tích 19,73 km², dân số năm 1999 là 6466 người, mật độ dân số đạt 328 người/km².